# Élections législatives de 1962 dans la Marne
Les élections législatives françaises de 1962 se déroulent les 18 et 25 novembre 1962. Dans le département de la Marne, quatre députés sont à élire dans le cadre de quatre circonscriptions.

## Élus
| Circonscription | Député sortant                          | Parti | Parti | Député élu ou réélu | Parti | Parti   |
| --------------- | --------------------------------------- | ----- | ----- | ------------------- | ----- | ------- |
| 1re             | Jean Taittinger                         |       | UNR   | Jean Taittinger     |       | UNR-UDT |
| 2e              | Roger Raulet suppléant de Marcel Falala |       | UNR   | Roger Raulet        |       | UNR-UDT |
| 3e              | Jean Degraeve                           |       | UNR   | Jean Degraeve       |       | UNR-UDT |
| 4e              | René Charpentier                        |       | MRP   | René Charpentier    |       | MRP     |

## Résultats

### Résultats à l'échelle du département
| Parti          | Parti                                          | Premier tour | Premier tour | Second tour | Second tour | Sièges |
| Parti          | Parti                                          | Voix         | %            | Voix        | %           | Sièges |
| -------------- | ---------------------------------------------- | ------------ | ------------ | ----------- | ----------- | ------ |
|                | Union pour la nouvelle République (UDT)        | 71 504       | 43,51        | 65 407      | 50,91       | 3      |
|                | Majorité présidentielle                        | 71 504       | 43,51        | 65 407      | 50,91       | 3      |
|                |                                                |              |              |             |             |        |
|                | Mouvement républicain populaire                | 27 363       | 16,65        | 22 067      | 17,17       | 1      |
|                | Centre national des indépendants et paysans    | 7 379        | 4,49         | Retrait     | Retrait     | 0      |
|                | Centre démocratique                            | 34 742       | 21,14        | 22 067      | 17,17       | 1      |
|                |                                                |              |              |             |             |        |
|                | Parti communiste français                      | 37 961       | 23,10        | 41 011      | 31,92       | 0      |
|                | Section française de l'Internationale ouvrière | 11 345       | 6,90         | Retrait     | Retrait     | 0      |
|                | Parti radical                                  | 4 480        | 2,73         | Retrait     | Retrait     | 0      |
|                | Parti socialiste unifié                        | 4 298        | 2,62         | Retrait     | Retrait     | 0      |
|                |                                                |              |              |             |             |        |
| Inscrits       | Inscrits                                       | 251 781      | 100,00       | 189 120     | 100,00      | 4      |
| Abstentions    | Abstentions                                    | 82 024       | 32,58        | 55 531      | 29,36       |        |
| Votants        | Votants                                        | 169 757      | 67,42        | 133 589     | 70,64       |        |
| Blancs et nuls | Blancs et nuls                                 | 5 427        | 3,2          | 5 104       | 3,82        |        |
| Exprimés       | Exprimés                                       | 164 330      | 96,8         | 128 485     | 96,18       |        |

### Résultats par circonscription

#### Première circonscription (Reims-I)
|                | Jean Taittinger sortant réélu | UNR-UDT        | 21 742 | 51,33  |  |  |  |
|                | Michel Delaitre               | PCF            | 9 375  | 22,13  |  |  |  |
|                | Paulette Billa                | SFIO           | 6 385  | 15,07  |  |  |  |
|                | Jean Collery                  | MRP            | 4 858  | 11,47  |  |  |  |
|                |                               |                |        |        |  |  |  |
| Inscrits       | Inscrits                      | Inscrits       | 63 694 | 100,00 |  |  |  |
| Abstentions    | Abstentions                   | Abstentions    | 20 287 | 31,85  |  |  |  |
| Votants        | Votants                       | Votants        | 43 407 | 68,15  |  |  |  |
| Blancs et nuls | Blancs et nuls                | Blancs et nuls | 1 047  | 2,41   |  |  |  |
| Exprimés       | Exprimés                      | Exprimés       | 42 360 | 97,59  |  |  |  |

#### Deuxième circonscription (Reims-II)
| Candidat       | Candidat                   | Parti          | Premier tour | Premier tour | Second tour | Second tour |  |
| Candidat       | Candidat                   | Parti          | Voix         | %            | Voix        | %           |  |
| -------------- | -------------------------- | -------------- | ------------ | ------------ | ----------- | ----------- |  |
|                | Roger Raulet sortant réélu | UNR-UDT        | 18 036       | 43,1         | 25 954      | 61,82       |  |
|                | René Tys                   | PCF            | 10 941       | 26,15        | 16 031      | 38,18       |  |
|                | Robert Mirande             | SFIO           | 4 960        | 11,85        | Retrait     | Retrait     |  |
|                | René Bride                 | MRP            | 4 898        | 11,71        | Retrait     | Retrait     |  |
|                | Maurice Delvaux            | CNIP           | 3 008        | 7,19         | Retrait     | Retrait     |  |
|                |                            |                |              |              |             |             |  |
| Inscrits       | Inscrits                   | Inscrits       | 63 894       | 100,00       | 64 871      | 100,00      |  |
| Abstentions    | Abstentions                | Abstentions    | 20 885       | 32,69        | 20 613      | 31,78       |  |
| Votants        | Votants                    | Votants        | 43 009       | 67,31        | 44 258      | 68,22       |  |
| Blancs et nuls | Blancs et nuls             | Blancs et nuls | 1 166        | 2,71         | 2 273       | 5,14        |  |
| Exprimés       | Exprimés                   | Exprimés       | 41 843       | 97,29        | 41 985      | 94,86       |  |

#### Troisième circonscription (Châlons-sur-Marne - Vitry-le-François)
| Candidat       | Candidat                    | Parti          | Premier tour | Premier tour | Second tour | Second tour |  |
| Candidat       | Candidat                    | Parti          | Voix         | %            | Voix        | %           |  |
| -------------- | --------------------------- | -------------- | ------------ | ------------ | ----------- | ----------- |  |
|                | Jean Degraeve sortant réélu | UNR-UDT        | 19 137       | 47,77        | 24 497      | 58,18       |  |
|                | Jean Reyssier               | PCF            | 7 362        | 18,38        | 11 448      | 27,19       |  |
|                | Alain Delaunoy              | MRP            | 4 895        | 12,22        | 6 158       | 14,63       |  |
|                | Paul Simonot                | CNIP           | 4 371        | 10,91        | Retrait     | Retrait     |  |
|                | Henri Humblot               | PSU            | 4 298        | 10,73        | Retrait     | Retrait     |  |
|                |                             |                |              |              |             |             |  |
| Inscrits       | Inscrits                    | Inscrits       | 63 152       | 100,00       | 63 223      | 100,00      |  |
| Abstentions    | Abstentions                 | Abstentions    | 21 304       | 33,73        | 19 367      | 30,63       |  |
| Votants        | Votants                     | Votants        | 41 848       | 66,27        | 43 856      | 69,37       |  |
| Blancs et nuls | Blancs et nuls              | Blancs et nuls | 1 785        | 4,27         | 1 753       | 4           |  |
| Exprimés       | Exprimés                    | Exprimés       | 40 063       | 95,73        | 42 103      | 96          |  |

#### Quatrième circonscription (Épernay)
| Candidat       | Candidat                       | Parti          | Premier tour | Premier tour | Second tour | Second tour |  |
| Candidat       | Candidat                       | Parti          | Voix         | %            | Voix        | %           |  |
| -------------- | ------------------------------ | -------------- | ------------ | ------------ | ----------- | ----------- |  |
|                | René Charpentier sortant réélu | MRP            | 12 712       | 31,73        | 15 909      | 35,83       |  |
|                | René Bouillon                  | UNR-UDT        | 12 589       | 31,42        | 14 956      | 33,69       |  |
|                | Robert Morillon                | PCF            | 10 283       | 25,67        | 13 532      | 30,48       |  |
|                | Paul Gérard                    | Radsoc         | 4 480        | 11,18        | Retrait     | Retrait     |  |
|                |                                |                |              |              |             |             |  |
| Inscrits       | Inscrits                       | Inscrits       | 61 041       | 100,00       | 61 026      | 100,00      |  |
| Abstentions    | Abstentions                    | Abstentions    | 19 548       | 32,02        | 15 551      | 25,48       |  |
| Votants        | Votants                        | Votants        | 41 493       | 67,98        | 45 475      | 74,52       |  |
| Blancs et nuls | Blancs et nuls                 | Blancs et nuls | 1 429        | 3,44         | 1 078       | 2,37        |  |
| Exprimés       | Exprimés                       | Exprimés       | 40 064       | 96,56        | 44 397      | 97,63       |  |